# واجد شرایط بودن دونالد ترامپ برای ریاست‌جمهوری

واجد شرایط بودن دونالد ترامپ در انتخابات مقدماتی حزب جمهوری خواه بر پایه ایالت قبل از ترامپ علیه اندرسون :

واجد شرایط بودن دونالد ترامپ برای نامزدی در انتخابات ریاست جمهوری ۲۰۲۴ آمریکا به دلیل دخالت وی در حمله ۶ ژانویه به کنگره ایالات متحده، از طریق «عبارت شورش» متمم چهاردهم قانون اساسی ایالات متحده ، که شورشیان علیه ایالات متحده را اگر قبلاً سوگند یاد کرده باشند که از قانون اساسی حمایت کنند برای تصدی منصب در ایالات متحده رد صلاحیت می‌کند، موضوع مناقشه بود. دادگاه‌ها یا مقامات سه ایالت - کلرادو، مین و ایلینوی - حکم دادند که ترامپ از شرکت در انتخابات ریاست جمهوری منع شده است. با این حال، دیوان عالی در پرونده ترامپ علیه اندرسون (۲۰۲۴) حکم در کلرادو را بر این اساس لغو کرد که ایالت‌ها نمی‌توانند عبارت شورش را علیه مقامات منتخب فدرال اجرا کنند.
در دسامبر ۲۰۲۳، دیوان عالی کلرادو در پرونده اندرسون علیه گریسولد حکم داد که ترامپ در شورش درگیر بوده و واجد شرایط برای تصدی پست ریاست جمهوری نیست و در نتیجه دستور حذف وی از برگه‌های رای اولیه انتخابات ایالت را صادر کرد. در اواخر همان ماه، شینا بلوز، وزیر دولت مین نیز حکم داد که ترامپ درگیر شورش بوده و بنابراین واجد شرایط شرکت در انتخابات اولیه ایالت نیست. یک قاضی در ایلینوی در فوریه ۲۰۲۴ حکم داد که ترامپ برای درج نامش روی برگه‌های رای در این ایالت واجد شرایط نیست. تصمیمات هر سه ایالت به اتفاق آرا توسط دیوان عالی ایالات متحده لغو شد. پیش از این، دیوان عالی مینه سوتا و دادگاه استیناف میشیگان هر دو حکم داده بودند که صلاحیت ریاست جمهوری نمی‌تواند توسط دادگاه‌های ایالتی آنها برای انتخابات مقدماتی اعمال شود، اما در مورد مسائل مربوط به انتخابات سراسری حکمی صادر نکردند. تا ژانویه ۲۰۲۴، چالش‌های رسمی برای صلاحیت ترامپ در حداقل ۳۴ ایالت مطرح شده بود.
در ۵ ژانویه ۲۰۲۴، دیوان عالی به درخواست تجدیدنظر ترامپ در مورد حکم دادگاه عالی کلرادو در مورد اندرسون علیه گریسولد و در ۸ فوریه به استدلال‌های شفاهی رسیدگی کرد در ۴ مارس ۲۰۲۴، دیوان عالی با صدور حکمی به اتفاق آرا تصمیم دادگاه عالی کلرادو را لغو کرد و حکم داد که ایالت‌ها هیچ اختیاری برای حذف ترامپ از صندوق‌های رای خود ندارند.
چندین مفسر همچنین برای رد صلاحیت ترامپ متوسل به استدلال عقب‌نشینی دموکراتیک و همچنین پارادوکس مدارا شده‌اند و استدلال می‌کنند که رای‌دهندگان نباید بتوانند دونالد ترامپ را که به نظر آنها تهدیدی برای جمهوری است، انتخاب کنند. مفسران دیگر استدلال می‌کنند که حذف ترامپ از صندوق رای به معنای عقب‌نشینی دموکراتیک است.
داکسینگ، یورش‌ها، تهدیدها به بمب‌گذاری و سایر تهدیدهای خشونت‌آمیزی به‌طور گسترده علیه سیاستمدارانی که تلاش کرده‌اند ترامپ را از صندوق رای حذف کنند، صورت گرفته است. در ۲۹ دسامبر ۲۰۲۳، وزیر بلوز مورد یورش قرار گرفت. این حوادث بخشی از یک موج گسترده‌تر از حملات یورشی است.